# 1912年夏季奥林匹克运动会棒球比赛
1912年夏季奧林匹克運動會棒球比賽於7月15日在瑞典斯德哥爾摩舉行，是棒球項目首次以表演賽的形式出現於奧運。本屆僅有一場美國對戰瑞典的比賽，於當地時間早上10點開始比賽，最終美國在6局的比賽中以13比3擊敗瑞典。但由於並非正式項目，因此並無頒發獎牌。
本場比賽由喬治·萊特擔任主審裁判，其曾為國家聯盟球員。

## 賽事安排
美國隊的球員由該屆奧運的田徑選手所組成，瑞典隊則是韋斯特羅斯棒球俱樂部(Västerås Bäsboll Klubb)。
大會原先安排了兩場比賽，第一場於7月10日進行，由美國東部對戰美國西部，勝者再與瑞典進行第二場比賽，然而由於美國奧委會禁止其運動員在主要的田徑比賽結束前參與表演性質的賽事，因此賽事改於7月15日舉行，並由美國隊對戰瑞典隊。原先預計舉行的美國東部對戰美國西部的比賽，則於7月16日進行，美國東部以6比3勝出，然而其並非正式比賽。
由於瑞典的投手與捕手經驗較為不足，因此美國隊有四位球員借用至瑞典隊。此外，美國隊於六局上不進攻，且瑞典隊於六局下有六個出局數。

## 賽事結果

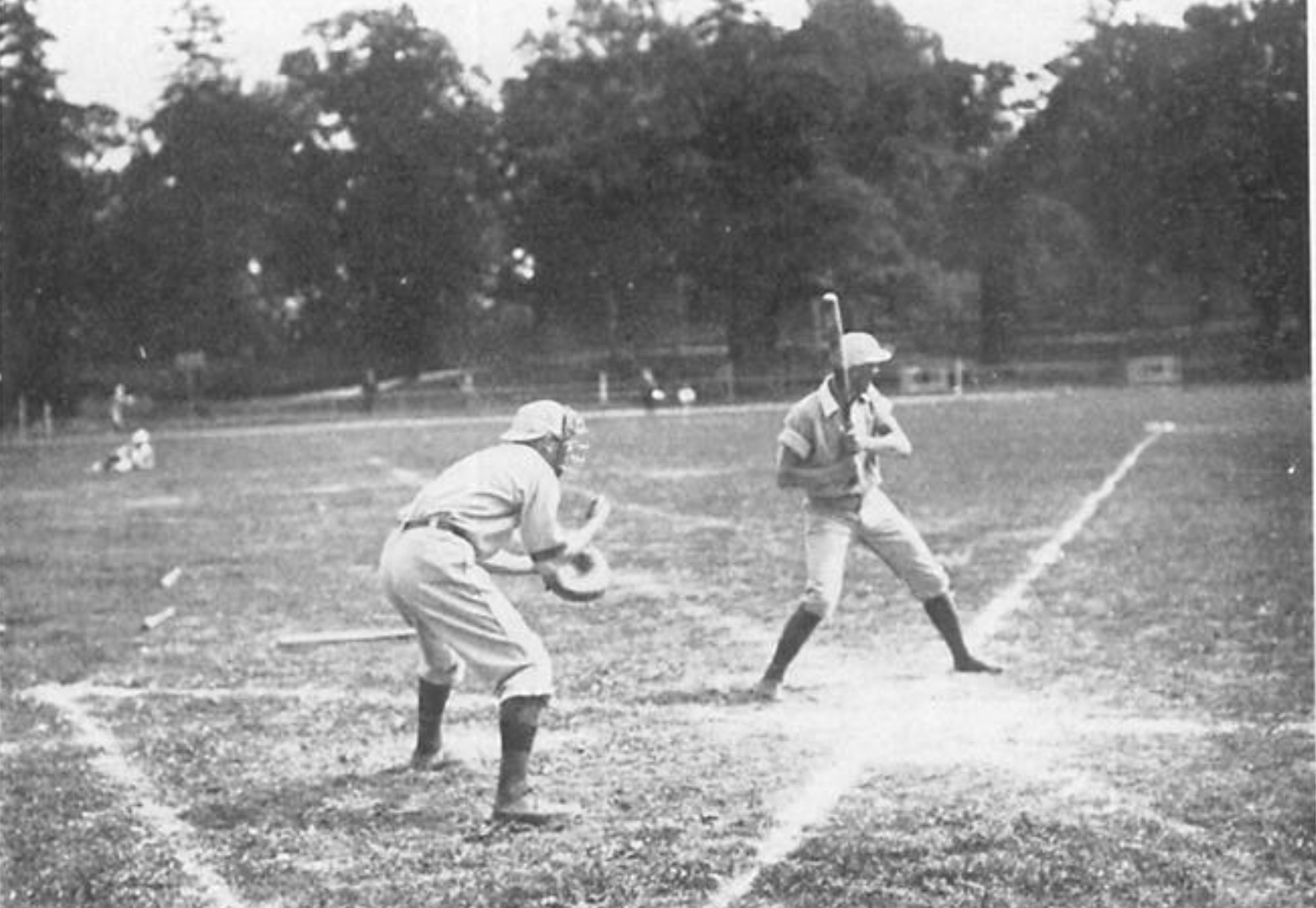
瑞典隊進攻

| 球隊 | 1 | 2 | 3 | 4 | 5 | 6 | R  | H  | E |
| ---- | - | - | - | - | - | - | -- | -- | - |
| 美国 | 4 | 1 | 0 | 0 | 8 | X | 13 | 10 | 2 |
| 瑞典 | 0 | 0 | 0 | 2 | 0 | 1 | 3  | 7  | 5 |

## 註解
1. ↑  1904年聖路易奧運曾進行過棒球比賽，然而由於關注度甚低且非正式的比賽，因此並無對該比賽的賽事記錄。[1][2]
2. ↑  有八名選手於該屆田徑項目中奪牌，共2金2銀4銅。[3]

## 外部連結
- 1912年夏季奧林匹克運動會棒球比賽在台灣棒球維基館上的頁面（繁體中文）